# Джефрі Гогланд
Джефрі Хогланд (нід. Jeffrey Hoogland; нар. 16 березня 1993) — нідерландський велогонщик, олімпійський чемпіон та срібний призер Олімпійських ігор 2020 року, багаторазовий чемпіон світу та Європи.

## Виступи на Олімпіадах
| Олімпіада           | Дисципліна       | Місце |
| ------------------- | ---------------- | ----- |
| Ріо-де-Жанейро 2016 | спринт           | 11    |
| Ріо-де-Жанейро 2016 | командний спринт | 6     |
| Токіо 2020          | спринт           | 2     |
| Токіо 2020          | командний спринт | 1     |